# Чернова, Александра Павловна
Александра Павловна Чернова (родилась 10 октября 1995 года) — российская футболистка (игрок в мини-футбол), универсал.

## Биография
Уроженка Ишима. Начинала игровую карьеру в мини-футбольном клубе «Тюмень», позже стала игроком клуба «Лагуна-УОР». В составе «Тюмени» становилась бронзовым призёром чемпионата России. Способна играть и в обороне, и в нападении. Из «Лагуны-УОР» ушла в 2022 году, изначально собираясь завершить игровую карьеру. В сезоне 2023/2024 играла за «Норманочку», летом 2023 года выступала с ней на клубном Кубке мира среди женщин. В сезоне 2024/2025 выиграла с клубом Кубок России.
В составе женской сборной России дебютировала 5 февраля 2013 года матчем против Венгрии (поражение 2:3). Участница экспериментальных чемпионатов мира 2014 и 2015 годов. Серебряный призёр студенческого чемпионата мира 2016 года и чемпионка мира 2018 года в составе команды Института физической культуры и спорта Пензенского государственного университета. Бронзовый призёр чемпионата Европы 2019 года. Всего провела 53 матчей за сборную России, забила 9 голов.